# Naturschutzgebiet Waldreservat Glindfeld (Medebach)
Das Naturschutzgebiet Waldreservat Glindfeld (Medebach) mit einer Größe von 2.151,77 ha liegt an der westlichen Stadtgrenze von Medebach. Es wurde 2003 mit dem Landschaftsplan Medebach durch den Hochsauerlandkreis als Naturschutzgebiet (NSG) ausgewiesen. Das NSG ist Teil des Europäischen Vogelschutzgebietes Medebacher Bucht (DE-4717-401). Das NSG gehört auch zum FFH-Gebiet Waldreservat Glindfeld-Orketal. Auf dem Stadtgebiet von Winterberg schließt sich teilweise direkt das Naturschutzgebiet Waldreservat Glindfeld (Winterberg) an. Das NSG wird durch das Naturschutzgebiet Orketal in zwei Teilflächen geteilt.

## Gebietsbeschreibung
Bei dem NSG handelt es sich um ein Waldgebiet, in dem hauptsächlich Rotbuchen und Rotfichten stehen. Zum NSG gehören auch Grünlandflächen. Im NSG liegt als höchster Berg der Schlossberg mit 791,3 m ü. NHN.

## Tier- und Pflanzenarten im NSG
Das Landesamt für Natur, Umwelt und Verbraucherschutz Nordrhein-Westfalen dokumentierte im Schutzgebiet Tierarten wie Bachforelle, Bachstelze, Baumpieper, Bekassine, Bergmolch, Blaugrüne Mosaikjungfer, Blaumeise, Blindschleiche, Brauner Grashüpfer, Buchfink, Bunter Grashüpfer, Buntspecht, Eichelhäher, Eisvogel, Elster, Erdkröte, Fadenmolch, Feldschwirl, Fitis, Flussmützenschnecke, Gartenbaumläufer, Gartengrasmücke, Gebirgsstelze, Geburtshelferkröte, Gemeiner Grashüpfer, Goldammer, Grasfrosch, Grauschnäpper, Grauspecht, Grünes Heupferd, Grünfink, Habicht, Haselmaus, Heckenbraunelle, Hohltaube Kaisermantel, Kleiber, Kleinspecht, Kolkrabe, Landkärtchen, Mäusebussard, Mönchsgrasmücke, Nachtigall-Grashüpfer, Neuntöter, Raubwürger, Raufußkauz, Rebhuhn, Ringelnatter, Ringeltaube, Rotkehlchen, Rotmilan, Schachbrettfalter, Schwarzspecht, Singdrossel, Sperber, Sperlingskauz, Stieglitz, Stockente, Sumpfrohrsänger, Tagpfauenauge, Teichmolch, Trauerschnäpper, Wacholderdrossel, Waldeidechse, Waldkauz, Waldlaubsänger, Waldschnepfe, Wasseramsel, Weidenjungfer, Weidenmeise, Zaunkönig, Zilpzalp und Zwitscherschrecke. 
Auswahl vom Landesamt dokumentierter Pflanzenarten im Gebiet Acker-Gauchheil, Acker-Hellerkraut, Acker-Hornkraut, Acker-Minze, Acker-Schachtelhalm, Acker-Stiefmütterchen, Acker-Witwenblume, Ackerwinde, Alpen-Johannisbeere, Aronstab, Arznei-Engelwurz, Aufrechter Igelkolben, Bach-Nelkenwurz, Bach-Spatenmoos, Bachbunge, Behaarter Kälberkropf, Beifuß, Bergfarn, Bergwiesen-Frauenmantel, Besenheide, Bitteres Schaumkraut, Bittersüßer Nachtschatten, Blutwurz, Breitblättrige Glockenblume, Breitblättriger Dornfarn, Breitblättriger Rohrkolben, Breitblättriger Thymian, Breitblättriges Knabenkraut, Buchenfarn, Busch-Windröschen, Bärlauch, Bärenschote, Christophskraut, Dornige Hauhechel, Dreinervige Nabelmiere, Echte Brunnenkresse, Echte Nelkenwurz, Echter Wurmfarn, Echtes Johanniskraut, Echtes Labkraut, Echtes Leinkraut, Echtes Mädesüß, Echtes Springkraut, Eichenfarn, Einbeere, Einfacher Igelkolben, Fieberklee, Floh-Knöterich, Frauenfarn, Fuchssches Greiskraut, Gänseblümchen, Gamander-Ehrenpreis, Gefleckte Taubnessel, Geflecktes Johanniskraut, Geflecktes Knabenkraut, Gegenblättriges Milzkraut, Gelbe Schwertlilie, Gelbe Teichrose, Gelbes Windröschen, Gemeiner Hohlzahn, Gemeiner Odermennig, Gewöhnliche Goldnessel, Gewöhnliche Pestwurz, Gewöhnliche Schuppenwurz, Gewöhnliche Vogelmiere, Gewöhnlicher Erdrauch, Gewöhnlicher Froschlöffel, Gewöhnlicher Gilbweiderich, Gewöhnliches Hirtentäschel, Gewöhnlicher Klettenkerbel, Gewöhnlicher Tüpfelfarn, Gewöhnliches Ferkelkraut, Gewöhnliches Habichtskraut, Geruchlose Kamille, Gewimpertes Kreuzlabkraut,  Gras-Sternmiere, Großblütiger Fingerhut, Große Sternmiere, Großer Odermennig, Großer Wiesenknopf, Großes Hexenkraut, Gundermann, Hain-Gilbweiderich, Hain-Greiskraut, Hain-Sternmiere, Harzer Labkraut, Heide-Nelke, Heidelbeere, Herbstzeitlose, Huflattich, Jakobs-Greiskraut, Keulen-Bärlapp, Klatsch-Mohn, Kleinblütiges Weidenröschen, Kleine Bibernelle, Kleine Braunelle, Kleiner Baldrian, Kleiner Klappertopf, Kleiner Wiesenknopf, Kleines Habichtskraut, Kleines Wintergrün, Kleinköpfiger Pippau, Kletten-Labkraut, Knoblauchsrauke, Knotige Braunwurz, Kratzbeere, Kriechende Hauhechel, Kriechender Günsel, Kuckucks-Lichtnelke, Körner-Steinbrech, Magerwiesen-Margerite, Maiglöckchen, Männliches Knabenkraut, Mauerlattich, Mittleres Hexenkraut, Moor-Labkraut, Moschus-Malve, Perücken-Flockenblume, Pfennigkraut, Quell-Sternmiere, Quellen-Hornkraut, Rauhaarige Wicke, Rote Lichtnelke, Rundblättrige Glockenblume, Ruprechtskraut, Salbei-Gamander, Sanikel, Scharbockskraut, Schlangen-Knöterich, Schmalblättriger Merk, Schmalblättriger Rohrkolben, Schmalblättriges Weidenröschen, Schmalblättriges Wollgras, Schwarze Königskerze, Schwarze Teufelskralle, Schwarzfrüchtiger Zweizahn, Schwimmendes Laichkraut, Seidelbast, Skabiosen-Flockenblume,  Spitzlappiger Frauenmantel, Spring-Schaumkraut,  Sumpf-Dotterblume, Sumpf-Helmkraut, Sumpf-Labkraut, Sumpf-Pippau, Sumpf-Storchschnabel, Sumpf-Veilchen, Sumpf-Vergissmeinnicht, Sumpf-Weidenröschen, Sumpf-Ziest, Tauben-Skabiose, Teich-Schachtelhalm, Trollblume, Vielblütige Weißwurz, Vogel-Wicke, Wald-Ehrenpreis, Wald-Engelwurz, Wald-Schachtelhalm, Wald-Schaumkraut,  Wald-Storchschnabel, Wald-Veilchen, Wald-Ziest, Waldmeister, Wasserdarm, Wasser-Minze, Wechselblättriges Milzkraut, Weiße Pestwurz, Weißer Gänsefuß, Weißes Labkraut, Wiesen-Bocksbart, Wiesen-Bärenklau, Wiesen-Flockenblume, Wiesen-Kerbel, Wiesen-Kümmel, Wiesen-Labkraut, Wiesen-Pippau, Wiesen-Platterbse, Wiesen-Schaumkraut, Wiesen-Storchschnabel, Wildes Silberblatt, Wirbeldost, Zaun-Wicke, Zottiges Weidenröschen, Zweiblättrige Schattenblume, Zweispaltiger Hohlzahn und Zwiebel-Zahnwurz.

## Schutzzweck
Das NSG soll das Waldgebiet mit seinem Arteninventar schützen. Wie bei allen Naturschutzgebieten in Deutschland wurde in der Schutzausweisung darauf hingewiesen, dass das Gebiet „wegen der Seltenheit, besonderen Eigenart und Schönheit des Gebietes“ zum Naturschutzgebiet erklärt wurde.